# Muharud Mukasa
Muharud Mukasa (nasceu?) é um ex-ciclista ugandês. Ele representou seu país durante os Jogos Olímpicos de Verão de 1984, na prova de corrida em estrada.